# هالیبوت کوو
هالیبوت کوو (به انگلیسی: Halibut Cove) شهرکی در بخش شبه‌جزیره کنای، آلاسکا ایالت آلاسکا است که جمعیت آن در سرشماری سال ۲۰۰۰ میلادی ۳۵ نفر بوده‌است.